# Лютер Вендросс
Лютер Ронзоні Вендросс-молодший (англ. Luther Ronzoni Vandross Jr.; 20 квітня 1951 – 1 липня 2005) — американський соул і R&B співак, автор пісень і продюсер. Протягом своєї кар'єри він отримав одинадцять поспіль платинових альбомів і продав понад 40 мільйонів записів по всьому світу. Відомий як «Оксамитовий голос». Він був визнаний одним із 200 найкращих співаків усіх часів за версією Rolling Stone у 2023 році, а також одним із найвидатніших артистів R&B за версією Billboard. Крім того, NPR назвав його одним із 50 великих голосів. Він був лауреатом восьми премій «Греммі», включно з «Піснею року» 2004 року за трек «Dance with My Father», записаний незадовго до його смерті. У 2021 році його посмертно включили до Національної зали слави ритм-енд-блюзу.
Вандросс працював бек-вокалістом у 1970-х роках і з’являвся в альбомах таких артистів, як Роберта Флек, Донні Гетевей, Тодд Рандгрен, Джуді Коллінз, Чака Хан, Бетт Мідлер, Даяна Росс, Девід Боуї, Бен Кінг, Стіві Вандер, і Донна Саммер. Пізніше він став вокалістом групи Change, яка випустила альбом The Glow of Love у 1980 році. Після того, як Вендросс покинув групу, він підписав контракт з Epic Records як сольний виконавець і випустив свій дебютний сольний альбом Never Too Much у 1981 році.

## Раннє життя
Лютер Ронзоні Вендросс-молодший  народився 20 квітня 1951 року в лікарні Белв'ю, в районі Кіпс-Бей на Мангеттені, Нью-Йорк. Його народження відбулося одночасно з парадом генерала Дугласа Макартура в тому ж місті. Він був четвертою дитиною і другим сином Мері Іди Вендросс і Лютера Вендросса старшого. Його батько був оббивником і співаком, а мати була медсестрою. Лютер виріс у Нижньому Іст-Сайді на Мангеттені в громадському житловому комплексі Alfred E. Smith Houses. У трирічному віці, маючи власний фонограф, він навчився грі на фортепіано на слух.
Його батько помер від діабету, коли Лютеру було вісім років. Його сім'я переїхала до Бронкса, коли йому було дев'ять. Його сестри, Патриція «Пет» і Енн, почали водити Лютера в театр «Аполло» і в театр у Брукліні, щоб побачити Діон Уорвік і Арету Франклін. Патрісія співала з вокальною групою The Crests.
Лютер закінчив середню школу Вільяма Говарда Тафта в Бронксі в 1969 році і навчався в університеті Західного Мічигану протягом півтора семестрів, перш ніж кинути навчання, щоб продовжити музичну кар'єру.

## Кар'єра
Навчаючись у середній школі, Вендросс заснував перший фан-клуб Патті Лабелль, президентом якого він був. Він також виступав у групі Shades of Jade, яка колись грала в театрі Apollo. У свої перші роки в шоу-бізнесі він кілька разів з'являвся на знаменитому аматорському вечорі Apollo. Будучи учасником театральної майстерні Listen My Brother, він брав участь у синглах «Only Love Can Make a Better World» і «Listen My Brother». Група виступала перед десятками тисяч на культурному фестивалі в Гарлемі наприкінці серпня 1969 року. Відразу після цього він з’явився з групою в пілотному епізоді та інших епізодах першого сезону «Вулиці Сезам» протягом 1969–1970 років.

### 1970-ті: бек-вокаліст і перші групи
Лютер Вендросс додав бек-вокал для альбому Roberta Flack & Donny Hathaway в 1972 році  і працював над альбомом Hall-Mark Делорес Голл (1973). Після того, як його пісня «Funky Music (Is a Part of Me)» була переписана як «Fascination» з Девідом Бові для альбому Young Americans 1975 року, Вендросс відправився з ним у тур як бек- вокаліст у вересні 1974 року. Вендросс написав «Everybody Rejoice/A Brand New Day» для бродвейського мюзиклу The Wiz 1975 року.
Лютер також виконував бек-вокал для таких артистів, як Роберта Флек, Чака Хан, Бен Кінг, Бетт Мідлер, Даяна Росс, Карлі Саймон, Барбра Стрейзанд, Девід Бові, Кет Стівенс, Гері Гліттер, Рінго Старр, Сістер Следдж, Донна Саммер і для гуртів Mandrill, Chic  і Utopia Тодда Рандгрена.
До свого сольного прориву Лютер Вендросс був частиною співочого квінтету під назвою Luther наприкінці 1970-х років. Хоча сингли «It's Good for the Soul», «Funky Music (Is a Part of Me)» і «The Second Time Around» були відносно успішними, їх два альбоми, однойменні Luther (1976) і This Close to You (1977), не продалися достатньо, щоб потрапити в чарти. Вендросс викупив права на ці альбоми після того, як лейбл вигнав групу. Обидва альбоми будуть перевидані в 2024 році.
Вендросс також писав і співав рекламні джинґли з 1977 року до початку 1980-х років для таких компаній, як NBC, Mountain Dew, Kentucky Fried Chicken, Burger King і Juicy Fruit. Він продовжив свою успішну кар'єру популярного сесійного співака наприкінці 1970-х років. Його пісня «Everybody Rejoice», яку іноді називають «A Brand New Day», використовувалася в рекламі Kodak у середині 1970-х років.
У 1978 році Лютер Вендросс заспівав головний вокал для диско-гурту Грегга Даймонда Bionic Boogie у пісні під назвою «Hot Butterfly». Також у 1978 році він з'явився на Sounds...and Stuff Like That!! Квінсі Джонса

### 1980-ті:Changeта сольний прорив

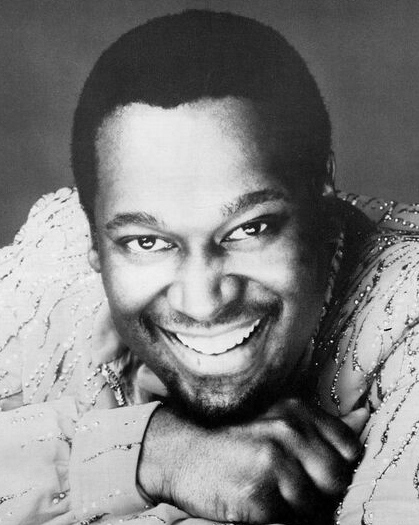
Лютер Вендросс у 1982 році

Лютер Вендросс зробив прорив у кар’єрі популярного співака з хваленим поп-денс гуртом Change, створеним французько-італійським бізнесменом Жаком Фредом Петрусом. У їхніх хітах 1980 року «The Glow of Love» (Romani, Malavasi і Garfield) і «Searching» (Malavasi) Вендросс виступав як головний вокаліст. В інтерв’ю Vibe у 2001 році він сказав, що «The Glow of Love» була «найкрасивішою піснею, яку я коли-небудь співав у своєму житті». Обидві пісні були з дебютного альбому Change, The Glow of Love.
У 1981 Вендросс підписав контракт з Epic Records У той же рік він почав свою другу спробу сольної кар’єри зі своїм дебютним альбомом Never Too Much.
Пісня «Never Too Much», написана ним, посіла перше місце в чартах R&B. Цей період також ознаменував початок співпраці з написанням пісень з басистом Маркусом Міллером, який грав на багатьох треках, а також був продюсером або співпродюсером ряду треків для Vandross. Альбом Never Too Much був аранжований однокласником Вендросса по старшій школі, Натом Аддерлі-молодшим, з яким він співпрацював всю свою кар'єру.
Вендросс випустив серію успішних R&B-альбомів у 1980-х роках. Протягом 1980-х два сингли Вандросса досягли № 1 у чартах Billboard R&B: «Stop to Love» у 1986 році та дует із Грегорі Гайнсом — «There's Nothing Better Than Love». Лютер також спродюсував альбоми Арети Франклін Jump to It та Get It Right.

Вендросс також заспівав едліби та бек-вокал разом із Сірітою Райт та Філіпом Бейлі в хіті Стіві Вандера 1985 року «Par-Time Lover». У 1984 році він озвучив персонажа мультфільму Zack of All Trades на ім'я Зак для телесеріалу ABC.
Збірний альбом 1989 року The Best of Luther Vandross... The Best of Love увійшла балада «Here and Now», його перший сингл, який потрапив у топ-десятку поп-чарту Billboard, досягнувши шостого місця.

### 1990-ті роки
У 1990 році Лютер Вендросс написав, продюсував і виконав фоновий вокал для Вітні Г'юстон у пісні під назвою «Who Do You Love», яка з’явилася на її альбомі I’m Your Baby Tonight.
У 1991 році він отримав свою першу нагороду «Греммі» за найкращий чоловічий R&B вокал. У 1992 році він отримав другу таку нагороду. Його трек «Power of Love/Love Power» отримав премію «Греммі» за найкращу R&B-пісню в того ж року.
У 1994 році Вендросс знову потрапив до першої десятки, об’єднавшись із Мерайєю Кері в кавер-версії дуету Лайонела Річі та Даяни Росс «Endless Love». На церемонії вручення премії «Греммі» 1997 року він втретє отримав нагороду «Найкращий чоловічий R&B-вокал» за трек «Your Secret Love».
Другий альбом найбільших хітів, випущений у 1997 році, зібрав більшість його хітів 1990-х і став його останнім альбомом, випущеним через Epic Records. Після випуску I Know на Virgin Records він підписав контракт із J Records.
У 1997 році Вендросс заспівав американський національний гімн під час Super Bowl XXXI в Louisiana Superdome, Новий Орлеан, Луїзіана.

### 2000-ні роки

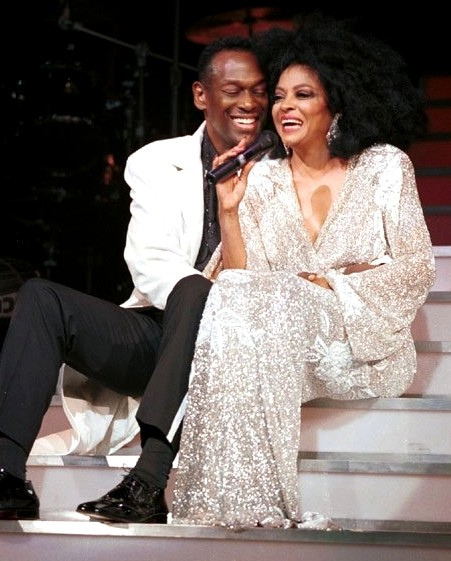
Виступ з Даяною Росс у Madison Square Garden, 6 липня 2000 року

Він двічі виступав перед публікою під час туру Даяни Росс «Повернення до кохання»: на його відкритті у Філадельфії на First Union Spectrum і на останній зупинці в Madison Square Garden 6 липня 2000 року.
Навесні 2003 року останньою співпрацею Вендросса стала пісня Дока Пауелла «What's Going On», кавер-версія оригінальної пісні Марвіна Гея 1971 року з альбому Пауелла 97th and Columbus.
У 2003 році Лютер Вендросс випустив альбом Dance with My Father. За перший тиждень було продано 442 000 примірників і він дебютував під номером один у чарті альбомів Billboard 200. Однойменний заголовний трек, який був присвячений дитячим спогадам Вендросса про танці з батьком, приніс Люетру та його співавтору Річарду Марксу премію «Греммі» за «Пісню року» у 2004 році. Ця пісня також принесла Вендроссу його четверту й останню нагороду в категорії «Найкраще чоловіче вокальне виконання R&amp;B». Цей альбом став його єдиним номером 1 у чарті альбомів Billboard.

## Хвороба та смерть
У Лютера Вендросса був діабет і гіпертонія. 16 квітня 2003 року у нього вдома в Нью-Йорку стався важкий інсульт, і він майже два місяці перебував у комі. Інсульт вплинув на його здатність говорити та співати, і йому знадобився інвалідний візок. Пізніше він знову почав ходити.
На церемонії вручення премії «Греммі» 2004 року Вендросс з’явився у попередньо записаному відео, щоб прийняти свою нагороду «Пісня року» за «Dance with My Father», сказавши: «Коли я прощаюся, це ніколи не надовго, тому що я вірю в силу любові». Його мати, Мері, прийняла нагороду особисто від його імені. Його остання публічна поява відбулася 6 травня 2004 року в шоу Опри Вінфрі . Лютер Вендросс помер 1 липня 2005 року в медичному центрі JFK в Едісоні, Нью-Джерсі, у віці 54 років від серцевого нападу.
Похорон відбувся в церкві Ріверсайд у Нью-Йорку 8 липня 2005 року. На церемонії були присутні Арета Франклін, Патті Лабелль, Стіві Вандер, Діонн Ворвік і Сісі Х'юстон. Лютер був похований у Меморіальному парку Джорджа Вашингтона в Парамесі, Нью-Джерсі.

## Посмертні релізи
У 2006 році J Records випустив пісню «Shine», яка досягла 31 місця в R&B-чарті Billboard. Спочатку планувалося, що пісня буде випущена як саундтрек до фільму «Боротьба зі спокусами», але її було відкладено. «Shine» і трек під назвою «Got You Home» були раніше невипущеними піснями на The Ultimate Luther Vandross (2006), альбомі найкращих хітів на Epic Records /J Records/ Legacy Recordings, який був випущений 22 серпня 2006 року.
16 жовтня 2007 року Epic Records/J Records/Legacy Recordings випустили коробковий набір із 4 дисків під назвою Love, Luther. Він містить майже всі R&B та поп-хіти Вендросса за всю його кар’єру, а також неопубліковані живі треки, альтернативні версії та уривки із сесій, записаних Лютером. У набір також входить «There's Only You», версія якої спочатку була включена в саундтрек до фільму 1987 року Made in Heaven.
У жовтні 2015 року Sony Music випустив оновлене видання своєї компіляції The Essential Luther Vandross, що містить три неопубліковані пісні: «Love It, Love It», концертна запис пісні «Bridge Over Troubled Water» із Полом Саймоном і Дженніфер Холлідей, а також кавер-версія пісні Аструда Гілберто «Look to the Rainbow».

## Особисте життя

### Сексуальна орієнтація
Вандросс ніколи не був одружений і не мав дітей. Його мати пережила всіх своїх чотирьох дітей, а троє його старших братів і сестер разом із батьком померли раніше через діабет і астму.
За словами його друга Брюса Віланча, Вендросс мав трвалі романтичні стосунки з чоловіком, живучи в Лос-Анджелесі в кінці 1980-х і на початку 1990-х років. У грудні 2017 року, через 12 років після його смерті, подруга Вандросса Патті Лабелль підтвердила, що він був геєм. Крім того, Вендросс добре усвідомлював, що офіційне визнання його геєм, коли він активно займався музикою, зашкодило б його кар'єрі, враховуючи, що більшість його цільової аудиторії становили жінки, які шукали певної форми емоційного залучення від його слів. ЛаБелль сказала, що «[Вендросс] мав багато фанаток», і «він просто не хотів засмучувати світ».
У грудні 1985 року Лютер Вендросс подав позов про наклеп проти британського журналу, який приписав його втрату ваги на 85 фунтів СНІДу. Він важив 325 фунтів (147 кг), коли він почав дієту в травні того ж року.

### Автокатастрофа 1986 року
Після підписання контракту з Джиммі Сальвеміні та завершення його дебютного альбому Roll It, Вандросс, Сальвеміні та брат і менеджер Сальвеміні Ларрі вирішили відсвяткувати. 12 січня 1986 року вони їхали в кабріолеті Mercedes-Benz Вендросса 1985 року випуску бульваром Лорел-Каньйон, у північній частині Голлівудських пагорбів у Лос-Анджелесі. Потім його Mercedes вилетів через подвійну жовту центральну лінію вулиці з двома смугами, повернув набік і зіткнувся з передньою частиною Mercury Marquis 1972 року випуску, який прямував на південь, потім розвернувся і врізався в Cadillac Seville 1979 року випуску. Вендросс і Джиммі Сальвеміні були терміново доставлені в медичний центр Cedars-Sinai.
Лютер отримав три зламаних ребра, стегно, кілька синців і порізи обличчя. У Джиммі, який перебував позаду автомобіля, були порізи і забої. Внаслідок смерті Ларрі Лютера звинуватили в ненавмисному вбивстві, а його водійські права було призупинено на рік. Не було доказів того, що Вандросс перебував під впливом алкоголю чи інших наркотиків. Справа була врегульована в позасудовому порядку шляхом виплати родині Сальвеміні приблизно 630 000 доларів.

## Спадщина
Лютера Вендросса називали «Оксамитовим голосом» за його теноровий діапазон вокалу, а іноді його називали «Найкращим голосом покоління». Багато критиків також вважали його «Паваротті поп-музики».
Вендросс згадувався як джерело натхнення для низки інших виконавців, зокрема 112, Boyz II Men, D'Angelo, Hootie &amp; the Blowfish, Jaheim, Джон Ледженд, Mint Condition, Ne-Yo, Ruben Studdard та Usher. Стоклі Вільямс, соліст Mint Condition, сказав, що він «довго вивчав Лютера, тому що він був втіленням ідеального тону». Про його вплив Джон Ледженд сказав: «Усі ми, хто зараз робить повільні джеми, нас надихнули повільні джеми, які створював Лютер Вендросс».
У 2008 році Лютер Вендросс посів 54 місце в списку 100 найкращих співаків усіх часів журналу Rolling Stone. У 2010 році NPR включило його до списку 50 найкращих голосів в історії, заявивши, що Вендросс представляє «платиновий стандарт стилю R&B».

### Вшанування пам'яті
У 1999 році Вітні Г'юстон заспівала пісню Вендросса «So Amazing» як данину пам’яті Вандроссу, коли той сидів у залі під час церемонії вручення Soul Train Awards. 27 липня 2004 року лейбл GRP Records випустив триб’ют-альбом різних виконавців у смуфт-джазі Forever, for Always, for Luther, що включає десять популярних пісень, написаних Вендроссом.
20 вересня 2005 року вийшов альбом So Amazing: An All-Star Tribute to Luther Vandross. Альбом являє собою колекцію деяких його пісень, які виконують різні артисти. Арета Франклін отримала Греммі за виконання пісні «A House Is Not a Home», а Стіві Вандер і Бейонсе отримали «Греммі» за кавер на пісню «So Amazing».
21 листопада 2006 року саксофоніст Дейв Коз випустив продовження попереднього триб'ют-альбому GRP для гладкого джазу, цього разу на його власному лейблі Rendezvous Entertainment, альбом під назвою Forever, for Always, for Luther Volume II.
20 квітня 2021 року Google відсвяткував 70-річчя Лютера за допомогою анімаційного кліпу на пісню Вендросса «Never Too Much» на Google Doodle.

## Дискографія
- Never Too Much (1981)
- Forever, for Always, for Love (1982)
- Busy Body (1983)
- The Night I Fell in Love (1985)
- Give Me the Reason (1986)
- Any Love (1988)
- Power of Love (1991)
- Never Let Me Go] (1993)
- Songs (1994)
- This Is Christmas (1995)
- Your Secret Love (1996)
- I Know (1998)
- Luther Vandross (2001)
- Dance with My Father (2003)

## Тури
- Luther Tour (1981)
- Forever For Always For Love Tour (1982–1983)
- Busy Body Tour (1984)
- The Night I Fell in Love Tour (1985–1986)
- Give Me the Reason Tour (1987)
- The Heat (з Анітою Бейкер) (1988)
- Any Love World Tour (1989)
- Best of Love Tour (1990)
- The Power of Love Tour (1991)
- Never Let Me Go World Tour (1993–1995)
- Your Secret Love World Tour (1997)
- Luther & Vanessa Live! (з Ванессою Вільямс) (1997)
- Take You Out Tour (2001–2002)
- BK Got Music Summer Soul Tour (з Gerald Levert, Енджі Стоун і Мішель Вільямс) (2002)

## Нагороди
Греммі
| Рік  | Номіновано                                              | Нагорода                                           | Результат |
| ---- | ------------------------------------------------------- | -------------------------------------------------- | --------- |
| 1982 | Лютер Вендросс                                          | Best New Artist                                    | Номінація |
| 1982 | Never Too Much                                          | Best Male R&B Vocal Performance                    | Номінація |
| 1983 | Forever, For Always, For Love                           | Best Male R&B Vocal Performance                    | Номінація |
| 1986 | The Night I Fell in Love                                | Best Male R&B Vocal Performance                    | Номінація |
| 1987 | "Give Me the Reason"                                    | Best Male R&B Vocal Performance                    | Номінація |
| 1987 | "Give Me the Reason"                                    | Best R&B Song                                      | Номінація |
| 1989 | "Any Love"                                              | Best Male R&B Vocal Performance                    | Номінація |
| 1989 | "Any Love"                                              | Best R&B Song                                      | Номінація |
| 1990 | "She Won't Talk to Me"                                  | Best Male R&B Vocal Performance                    | Номінація |
| 1991 | "Here and Now"                                          | Best Male R&B Vocal Performance                    | Перемога  |
| 1992 | "Power of Love/Love Power"                              | Best Male R&B Vocal Performance                    | Перемога  |
| 1992 | "Power of Love/Love Power"                              | Best R&B Song                                      | Перемога  |
| 1992 | "Doctor's Orders" (з Aretha Franklin)                   | Best R&B Performance by a Duo or Group with Vocals | Номінація |
| 1993 | "The Best Things in Life Are Free" (з Janet Jackson)    | Best R&B Performance by a Duo or Group with Vocals | Номінація |
| 1994 | "How Deep Is Your Love"                                 | Best Male R&B Vocal Performance                    | Номінація |
| 1994 | "Heaven Knows"                                          | Best R&B Song                                      | Номінація |
| 1994 | "Little Miracles (Happen Every Day)"                    | Best R&B Song                                      | Номінація |
| 1995 | "Love the One You're With"                              | Best Male Pop Vocal Performance                    | Номінація |
| 1995 | "Endless Love" (з Mariah Carey)                         | Best Pop Collaboration with Vocals                 | Номінація |
| 1995 | "Always and Forever"                                    | Best Male R&B Vocal Performance                    | Номінація |
| 1995 | Songs                                                   | Best R&B Album                                     | Номінація |
| 1997 | "Your Secret Love"                                      | Best Male R&B Vocal Performance                    | Перемога  |
| 1997 | "Your Secret Love"                                      | Best R&B Song                                      | Номінація |
| 1998 | "When You Call on Me / Baby That's When I Come Runnin'" | Best Male R&B Vocal Performance                    | Номінація |
| 1999 | "I Know"                                                | Best Male R&B Vocal Performance                    | Номінація |
| 1999 | I Know                                                  | Best Traditional R&B Performance                   | Номінація |
| 2003 | "Any Day Now"                                           | Best Traditional R&B Performance                   | Номінація |
| 2004 | "Dance with My Father"                                  | Song of the Year                                   | Перемога  |
| 2004 | "Dance with My Father"                                  | Best Male R&B Vocal Performance                    | Перемога  |
| 2004 | "Dance with My Father"                                  | Best R&B Song                                      | Номінація |
| 2004 | "The Closer I Get to You" (з Beyoncé)                   | Best R&B Performance by a Duo or Group with Vocals | Перемога  |
| 2004 | Dance with My Father                                    | Best R&B Album                                     | Перемога  |
| 2007 | "Got You Home"                                          | Best Male R&B Vocal Performance                    | Номінація |

Soul Train Music Awards
| Рік  | Номіновано                                      | Нагорода                                  | Результат |
| ---- | ----------------------------------------------- | ----------------------------------------- | --------- |
| 1987 | Give Me the Reason                              | Best R&B/Soul Album – Male                | Перемога  |
| 1987 | "Give Me the Reason"                            | Best R&B/Soul Single – Male               | Номінація |
| 1988 | "So Amazing"                                    | Best R&B/Soul Single – Male               | Номінація |
| 1989 | Any Love                                        | Best R&B/Soul Album – Male                | Номінація |
| 1990 | The Best of Luther Vandross... The Best of Love | Best R&B/Soul Album – Male                | Номінація |
| 1990 | "Here and Now"                                  | Best R&B/Soul Single – Male               | Перемога  |
| 1990 | "Here and Now"                                  | Best Song of the Year                     | Номінація |
| 1992 | Power of Love                                   | Best R&B/Soul Album – Male                | Перемога  |
| 1992 | "Power of Love/Love Power"                      | Best R&B/Soul Single – Male               | Номінація |
| 1994 | Never Let Me Go                                 | Best R&B/Soul Album – Male                | Номінація |
| 1994 | "Heaven Knows"                                  | Best R&B/Soul Single – Male               | Номінація |
| 1995 | Songs                                           | Best R&B/Soul Album – Male                | Номінація |
| 1999 | Лютер Вендросс                                  | Quincy Jones Award for Career Achievement | Honour    |
| 2004 | Dance with My Father                            | Best Album of the Year                    | Номінація |
| 2004 | Dance with My Father                            | Best R&B/Soul Album – Male                | Номінація |
| 2004 | "Dance with My Father"                          | Best R&B/Soul Single – Male               | Перемога  |
| 2005 | "The Closer I Get to You" (з Beyoncé)           | Best R&B/Soul Single – Group, Band or Duo | Номінація |

American Music Awards
| Рік  | Номіновано               | Нагорода                      | Результат |
| ---- | ------------------------ | ----------------------------- | --------- |
| 1986 | Лютер Вендросс           | Favorite Soul/R&B Male Artist | Номінація |
| 1986 | The Night I Fell in Love | Favorite Soul/R&B Album       | Номінація |
| 1988 | Лютер Вендросс           | Favorite Soul/R&B Male Artist | Перемога  |
| 1988 | Give Me the Reason       | Favorite Soul/R&B Album       | Номінація |
| 1990 | Лютер Вендросс           | Favorite Soul/R&B Male Artist | Перемога  |
| 1992 | Лютер Вендросс           | Favorite Soul/R&B Male Artist | Перемога  |
| 1992 | Power of Love            | Favorite Soul/R&B Album       | Перемога  |
| 1994 | Лютер Вендросс           | Favorite Soul/R&B Male Artist | Перемога  |
| 1996 | Лютер Вендросс           | Favorite Soul/R&B Male Artist | Перемога  |
| 2002 | Лютер Вендросс           | Favorite Soul/R&B Male Artist | Перемога  |
| 2003 | Лютер Вендросс           | Favorite Soul/R&B Male Artist | Перемога  |
| 2003 | Dance with My Father     | Favorite Soul/R&B Album       | Перемога  |

Голлівудська алея слави
- Присуджена Зірка 3 червня 2014 р. (посмертно)[70]

National Rhythm & Blues Hall of Fame
| Рік  | Номіновано     | Нагорода                            | Результат |
| ---- | -------------- | ----------------------------------- | --------- |
| 2021 | Лютер Вендросс | Rhythm and Blues Music Hall of Fame | Внесений  |